# Jonas Larsson Nordell
Jonas Larsson Nordell, född 1711 i Norrköping, död 1 september 1776 i Ljungs socken, var en svensk präst. 

## Biografi
Jonas Larsson Nordell föddes 1711 i Norrköping. Han blev 1732 student vid Lunds universitet och prästvigdes 3 april 1743. Nordell blev samma år bataljonspredikant vid Östgöta infanteriregemente och 1749 regementspastor därstädes. Han tog 1 juni 1758 pastoralexamen och blev 10 januari 1763 kyrkoherde i Ljungs församling. Nordell blev 15 juli 1775 kontraktsprost i Gullbergs och Bobergs kontrakt. Han avled 1776 i Ljungs socken. Till hans begravning författades två gravskrifter, den ena var skriven av R. D. Douglas.

### Familj
Nordell gifte sig första gången 1748 med Anna Maira Gemsæus (1718–1766). Hon var dotter till kyrkoherden Andreas Gemsæus och Anna Cecilia Wankif i Önnestads socken. De fick tillsammans barnen Anders Nordell (1750–1829), Brita Stina (1751–1803), Hedvig (född 1753), Carl Wilhelm (1754–1754), Maria Charlotta (född 1756), Carl Wilhelm (1759–1824) och två dödfödda döttrar (1749–1749). Nordell gifte sig andra gången 1766 med Eleonora Elisabeth Richier (1729–1792). Hon var tidigare gift med löjtnanten De la Motte. Efter Nordells död gifte Richier om sig med hovkvartermästaren Johan Wiman.